# Paleta de Narmer
La paleta de Narmer o Gran paleta de Nekhen (o de Hieracòmpolis) és una paleta cosmètica. Artísticament, el valor de la paleta radica en la seva gran mida i bona conservació, així com els seus baixos relleus que introdueixen aspectes de l'art egipci en èpoques posteriors, com ara la representació jeràrquica o els ulls treballats en relleu. Històricament, és un del primers documents narratius històrics, concretament sobre la unificació de l'Alt i el Baix Egipte durant el període protodinàstic, a banda de l'ús primerenc de l'escriptura jeroglífica.

## Troballa
La paleta de Narmer va ser trobada per James Quibell i Fredrick W. Green entre 1897 i 1898 en l'excavació del temple d'Horus a Nekhen, actualment El-Kab. Com que va trobar-se juntament als caps de maça cerimonials del mateix Narmer i del seu suposat predecessor Escorpí II, es pensa que fou un present d'aquests monarques de l'Alt Egipte després de les victòries sobre el nord. Actualment es troba al Museu Egipci del Caire.

## Descripció
La paleta de Narmer està confeccionada amb esquist verd; segons altres investigadors el material és pissarra, i té unes proporcions de 45 cm d'ample, 64 cm d'alt i en la seva part més grossa de 6'5 cm. Les dues cares de la paleta estan decorades; a la seva part superior apareixen dos caps de vaca que potser simbolitzen la deessa Hathor o a Hatubat, encara que podrien ser tan sols una metàfora de la força del rei. Entre aquestes se situa la façana del palau, i al seu interior es troba Serekh amb el nom Horus del rei: el calamar (Nar) i el cisell (mer).

### Anvers

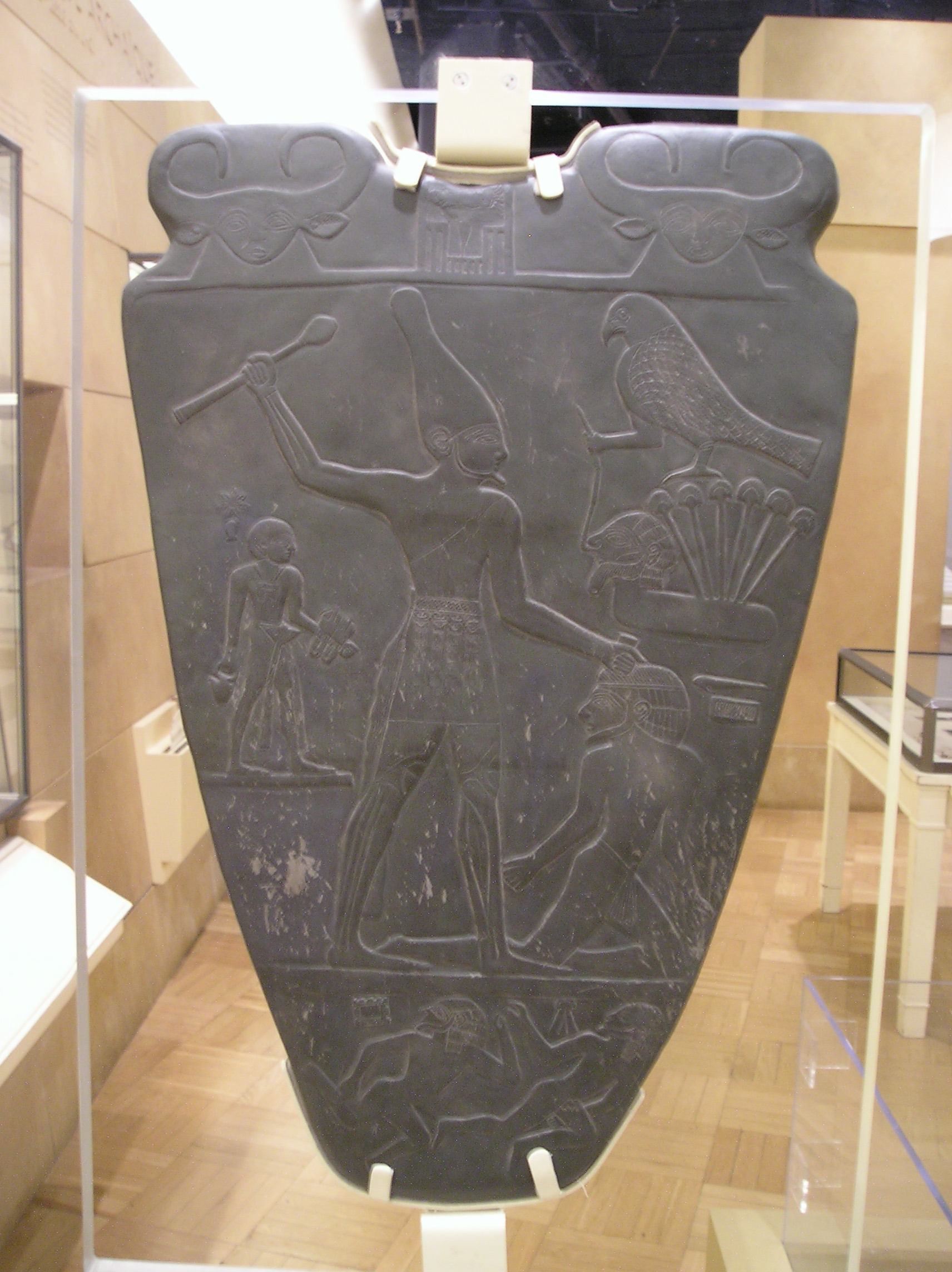
Anvers de la Paleta de Narmer

L'anvers de la paleta està dividit en tres sectors, tot i que el central és el principal. Hi apareix Narmer amb una mida desproporcionada, i és un clar exemple de la representació en perspectiva jeràrquica de l'art egipci. El rei porta la corona blanca de l'Alt Egipte i barba punxeguda (simbolisme reial-diví) en actitud de colpejar amb una maça piriforme un enemic (probablement un monarca per la seva barba punxeguda, referit com a Uash segons un jeroglífic), gest que es representarà posteriorment en molts relleus, sobretot durant el Regne Nou. Darrere del rei apareix un porta-sandàlies, imatge amb un cert significat sacre però que no ha estat del tot interpretada. A la part superior dreta un falcó (Horus), que posat sobre sis flors papirs (símbol del Baix Egipte però també de la xifra sis mil), agafa amb una de les seves urpes una corda, a l'extrem de la qual es troba un presoner subjectat pel nas. L'escena ha estat interpretada com la victòria del sobirà del Sud sobre el Delta, havent fet presoners o donant mort a sis mil enemics, que també apareixen al registre inferior essent aixafats pel rei.

### Revers

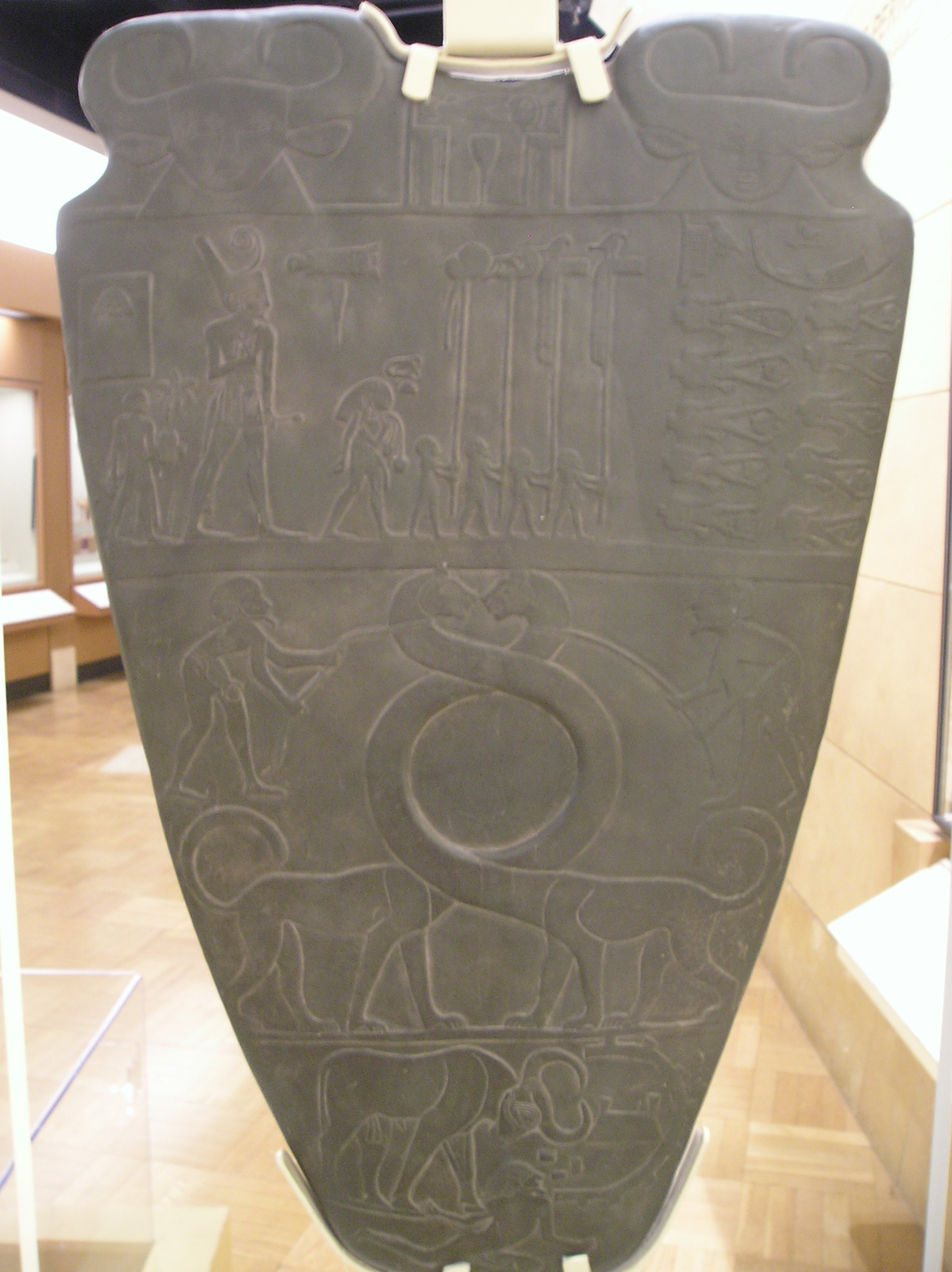
Revers de la Paleta de Narmer

L'altra cara està dividida en quatre sectors. La part superior és idèntica. A la segona Narmer porta la corona roja del Baix Egipte i un vestit ritual. Marxa a acompanyar del seu porta-sandàlies, però en aquest registre també hi apareixen una altra sèrie de figures. El primer, amb cabellera llarga, respon a la inscripció de Thst, la qual no ha estat identificada. Apareix un personatge similar al Cap de maça d'Escorpí, sent la seva funció un misteri, tot i que les hipòtesi més acceptades són les d'un xaman o primer ministres. La resta són els quatre portaestendards (un odre, un gos i dos falcons), que posteriorment serien coneguts com els Seguidors d'Horus o els Déus que segueixen a Horus. Davant d'ells hi ha deu enemics decapitats, amb el cap entre les cames. A continuació una sèrie de jeroglífics, la interpretació dels quals no està clara per tots els autors, com ara Kemp. No obstant això, pot fer referència a Metelis, capital del setè nómos, ciutat conquerida per Narmer. Segons aquesta interpretació, els deu decapitats serien els magistrats que la governaven. No obstant això, també podria tractar-se de Buto. A la part inferior apareix un bou, simbolitzant al rei, destruint una fortalesa el nom de la qual no és llegible. El motiu central està compost per dos animals amb cos de lleó i grans colls que formaven el recipient per a mesclar els olis i minerals cosmètics. Driotón i Vandier creuen que és un motiu asiàtic, mentre la idea de Kemp és que expressa certa harmonia amb la finalitat de contrarestar les representacions bèl·liques. Fernando Olaguer-Feliú veu al personatge agenollat com la manifestació del poble sotmès, mentre que la idea que mana dels personatges que marxen al costat del monarca (portaestendards, porta-sandàlies...) és la del servei i total submissió cap a ell.

## Interpretacions de la unificació
Un concepte fonamental de la paleta és el protagonisme total del rei de l'Alt Egipte, ja que als dos costats és el que representa al sud amb claredat, mentre que al Baix Egipte apareix representat per diferents persones, totes elles moribundes, mortes o fetes presoneres.
Fos com fos, la idea més estesa defensant qui és la figura unificadora del país és que era Menes, el qual es pot identificar amb Narmer. Però el problema de la unificació és una altra de les qüestions en les que no es posen d'acord els estudiosos. A la paleta, el sobirà apareix tant amb la corona del Sud com amb la del Nord, però amb cap moment apareix amb la doble corona, la qual cosa es pot interpretar que les representacions que hi apareixen serien la culminació d'aquest procés, igual que hi ha qui parla d'una Reunificació de les Dues Terres. En aquest aspecte Kees i Sethe creuen que va existir una primera unificació cap al 3600 aC aproximadament, quan un regne del Nord, amb capital a Buto, envaeix el Sud, amb capital a Nekhen, unificant el país, unió que no tardaria a desaparèixer, tornant el Sud a convertir-se en independent possiblement cap al final del Gerzense. Alguns estudiosos situen els regnats d'Escorpí i Narmer en aquesta època.
En un moment posterior comença un procés d'expansió o reconquesta per part de l'Alt Egipte, que acabaria amb l'inici del Període Dinàstic, igual que la unificació no seria total, car no desapareix la identitat de cada un dels estats, cosa que fa que en moments de crisi del poder central es tornen a separar en els territoris predinàstics. Durant els primers reis encara es produeixen enfrontaments, la qual cosa comporta que hi hagi investigadors que opinen que el veritable unificador del país seria algun dels monarques de la Primera Dinastia.
Hi ha autors que pensen que no va existir cap regnat al Nord, l'únic que hi havia era una sèrie de petits territoris que equivalen a èpoques posteriors als nomos o sepaut, cada un d'ells amb el seu propi governant. Mesuradament haurien estat conquistats per un estat unificat del Sud. Altres investigadors recolzen aquesta tesi, però li donen un caràcter econòmic, argumentant que la causa d'aquestes conquestes es deu al control de la inundació del Nil i a l'obtenció de metalls, cosa que faria que existís un enfrontament en el Sud, que a poc a poc s'estengués cap al Nord.
Finalment, característiques relacionades amb la unificació d'Egipte també es poden apreciar en l'àmbit religiós, com pot observar-se en el cas dels mites, sent el més conegut el d'Osiris, on les lluites entre Horus i Set tindrien unes connotacions polítiques amb l'intent d'unió i domini d'Egipte.